# Amie Sultan
Amie Sultan, arabisch إيمي سلطان, DMG Īmī Sulṭān, geboren am 27. Dezember (Jahr unbekannt) in Singapur, ist eine ägyptische Tänzerin und Schauspielerin. Sie gehört zu den gegenwärtig bekanntesten Bauchtänzerinnen des Landes. Das Magazin Elle Arabia bezeichnete Amie Sultan als eine der bestbezahlten Unterhaltungskünstlerinnen Ägyptens.
Sultan ist eine prominente starke Kritikerin der Entwicklung, die der Orientalische Tanz seit der Jahrtausendwende in Ägypten genommen hat. Ihr erklärtes Ziel ist es, den Orientalischen Tanz in seinem Ursprungsland zu einem besseren Ruf zurückzuführen und als immaterielles Kulturerbe durch die UNESCO anzuerkennen.

## Frühes Leben

### Familie und schulische Ausbildung
Amie Sultan wurde in Singapur geboren, wo ihre Eltern einige Jahre arbeiteten. Ihr Vater arbeitet in der Ölindustrie, die Mutter ist Musikerin, ihre in den USA lebende Schwester Nevine Schriftstellerin.  Als Sultan 15 Jahre alt war, kehrte die Familie nach Kairo zurück. Dort besuchte sie das Cairo American College in Maadi. Nach ihrem Schulabschluss erwarb sie an der Fernuniversität Rhodec International Online Interior Design College in Großbritannien einen Bachelorabschluss in Innenarchitektur, ergriff jedoch nie den Beruf, da sie sich auf ihre Ballettkarriere fokussierte.

### Tanzausbildung in Kindheit und Jugend
Im Alter von fünf Jahren ermutigten ihre Eltern Sultan dazu Ballett-Unterricht zu nehmen, ein Unterricht, den sie auch in Aserbaidschan und Rumänien fortsetzte. Ebenso lernte sie Jazztanz, zeitgenössischen Tanz und Stepptanz. Mit 15 Jahren trat sie dem Ballett-Team der Ägyptischen / Kairoer Oper bei.

## Karriere als Tänzerin
Nach ihrem Schulabschluss begann Sultan neben dem Studium zunächst als Ballett- und Modern-Tänzerin zu arbeiten. Als Mitglied des Ballettensembles der Kairoer Oper hatte Sultan internationale Auftritte  die sie unter anderem in die Türkei führte, wo sie ihr persönliches Schlüsselerlebnis hatte, das sie dazu brachte mit Orientalischem Tanz zu beginnen. So hatte sie ein Cabaret besucht, wo der Tanz – im Stil der Goldenen Ära in Ägypten in den 1940er- und 1950er-Jahren – sowohl vom Publikums als auch den Tänzerinnen als gehobene Kunst angesehen worden sei. Dies habe Sultan in ihrer ägyptischen Heimat vermisst und wollte es ändern.
2014 studierte sie Orientalischen Tanz bei Raqia Hassan und trat Ende 2014 erstmals als Bauchtänzerin auf. Schließlich wechselte sie langfristig vom Ballett zum Orientalischen Tanz. Als ihr größtes Vorbild sieht Sultan die bedeutenden Tänzerinnen Samia Gamal und Suhair Zaki, die den Orientalischen Tanz in Ägypten zwischen 1940er- und 1960, bzw. 1960 und 180 entscheidend prägten.
Seit 2017 schloss Sultan als erste Bauchtänzerin bei einem Filmfestival, dem El Gouna-Festival, wiederholt ab. Anlässlich des Filmfestivals veröffentlichte sie 2021 das Musik-Album Amie Sultan: The Golden Age of Egyptian Cinema Dance Tribute. 2022 trat sie als erste ägyptische Bauchtänzerin im Nationalmuseum der ägyptischen Zivilisation auf, anlässlich der Weltpremiere von Hassan Fathy Architecture of Dance unter der Regie des spanischen Regisseurs Dani Panullo.
Das Magazin Elle Arabia bezeichnete im Jahr 2019 Amie Sultan als eine der bestbezahlten Unterhaltungskünstlerinnen Ägyptens.

## Kritik an der Entwicklung des Orientalischen Tanzes in Ägypten
Amie Sultan gilt als eine der wichtigsten Kritikerinnen der Entwicklung, die der Orientalische Tanz in Ägypten vor allem seit der Jahrtausendwende genommen hat. Aus Sultans Sicht befindet sich der ägyptische Bauchtanz in einem Teufelskreis, der nur durch eine gesellschaftliche Rückführung des Tanzes in die gehobene Kunst durchbrochen werden kann. Andernfalls drohe, so Sultan, dass sich das Epizentrum der Branche des Orientalischen Tanzes von Ägypten in die Türkei verlagern könnte. Sultan wurde wegen ihrer Kritik von zahlreichen nationalen wie internationalen Medien rezipiert, darunter von der ARD, The New York Times, The Guardian, BBC, CNN, Vice, Elle Arabia, Bloomberg, Taipei Times, Alarabiya und Dagens Nyheter.
Obwohl der Orientalische Tanz in Ägypten sehr beliebt und sowohl auf muslimischen wie christlichen Hochzeiten häufig zu sehen ist, haftet ihm seit jeher in der konservativen ägyptischen Gesellschaft das Image von Freizügigkeit und mitunter – gerade aus islamischer Sicht vor dem Hintergrund des Hidschab – das Image von Sündhaftigkeit an. Entsprechend sehen sich viele Tänzerinnen in der konservativen ägyptischen Gesellschaft einer intensiven sozialen Stigmatisierung ausgesetzt Teils besuchen Frauen ohne das Wissen ihrer Familie Tanzkurse. Aufgrund der sozialen Stigmatisierung ergreifen viele Ägypterinnen aus vor allem unteren sozialen und wirtschaftlichen Schichten den Beruf, weil sie keine gute Bildung haben und anders wirtschaftlich nicht überleben können. Dies wiederum verstärkt die ohnehin schon bestehenden Vorurteile gegenüber Bauchtänzerinnen und rückt sie in Verbindung zur Prostitution, auch da es Fälle von Managern gibt, die Tänzerinnen tatsächlich in die Prostitution gedrängt haben. So beklagt Amie Sultan, dass Bauchtänzerinnen häufiger als Sexarbeiterinnen denn als Künstlerinnen betrachtet werden, und sagt über die ambivalente Haltung der ägyptischen Gesellschaft zum Bauchtanz: 
„Eine Mutter wird eine Tänzerin für die Hochzeit ihres Sohnes engagieren, aber sie wird ihrer Tochter nie erlauben, Tänzerin zu werden.“ – Amie Sultan 
Die geringe öffentlich-gesellschaftliche Achtung, die dem Bauchtanz als Kunstform entgegengebracht wird, hat ihrerseits zur Folge, dass er, wie Sultan beklagt, in den „Untergrund-Kabaretts und Bars versteckt“ werde, eine ägyptische Familie aber in einem Theater nie einen Bauchtanz sehen werde. Dies wiederum verstärkt die Assoziation des Tanzes mit einem ausschweifenden Nachtleben, wo viele Veranstalter die Frauen objektivieren und lediglich als ein Mittel zur Geldgewinnung ansehen. So beklagen Tänzerinnen, dass es oft mehr zähle, dass eine Tänzerin die richtige Figur und das richtige Aussehen habe, statt dass sie tatsächlichen trainiert ist und die Techniken beherrscht. Der Bauchtanz drohe damit weniger als eine Kunst, als zu einer sensationsorientierten Unterhaltungsform zu verkommen. Sultan beklagt, dass Tänzerinnen darum konkurrierten, immer freizügigere Kostüme zu tragen und sich oft gar kosmetischen Operationen wie Brustvergrößerungen zu unterziehen. Gerade in den Nachtclubs werde der Orientalische Tanz immer mehr als Strip-Tanz angesehen, was wiederum sogar juristische Folgen haben kann. 2019 wurde die Russin Jekaterina Andreewa zu einem Jahr Gefängnis verurteilt, weil sie gegen die behördliche Kleiderordnung verstoßen hatte. Derlei Ereignisse wiederum bestätigen ihrerseits die Vorurteile der ägyptischen Gesellschaft gegenüber dem Orientalischen Tanz, wodurch sich der Kreislauf wiederholt.

## Orientalischer Tanz als gehobene Kunst
Um diesen Teufelskreis zu durchbrechen, sieht Sultan keine andere Möglichkeit, als den Orientalischen Tanz gesamtgesellschaftlich als gehobene Kunst zu betrachten und entsprechend auf gehobenen Bühnen, etwa in der Oper, zu zeigen. Ebenso plädiert sie für eine klare Etikette zwischen Publikum und Tänzerin, bei der letztere weniger als Dienstleister, denn als Künstlerin betrachtet wird. So äußerte sich Sultan etwa kritisch dazu, dass Tänzerinnen zu gewünschten Musikstücken tanzen sollen, statt selbst ihr Programm auszuwählen; ebenso möchte sie den Tanz weniger mit westlichen Musikstilen und Melodien verbunden sehen, als den Fokus wieder auf eine Rückkehr zum Tanz und Musik der klassischen Zeit und damit auf seine Wurzeln zu legen. Ebenso müsse man dem Publikum wenn nötig Grenzen aufzeigen. So berichtete Sultan, dass sie einmal einen Auftritt abbrach, weil ein Mann zu ihr auf die Bühne kam und sie mit Geldscheinen bewarf.

„Wenn eine Bauchtänzerin auf der Bühne ist, dann versuch nicht mit ihr zu tanzen, denn es ist ablenkend. Wenn du in der Oper bist, würdest du nie auf die Bühne gehen, um mit der Künstlerin zu tanzen.“ – Amie Sultan 

## Tarab Initiative und Taqsim-Institut
Im Jahr 2018 startete Amie Sultan die Initiative Tarab Collective, dessen Vorsitzende sie ist. Die Initiative verfolgt drei primäre Ziele.
1. Forschung über den Orientalischen Tanz zu betreiben, um ihn zu als Teil der ägyptischen Kultur bewahren[24] und langfristig als immaterielles Kulturerbe der UNESCO anzuerkennen.[12]
2. Ausbildung von neuen Tänzerinnen, insbesondere im Stil der Goldenen Ära der 1940er- bis 1950er-Jahre,[25] etwa im Stil von Samia Gamal und Naima Akef.[26] Die Tänzerinnen sollen später vor allem in gehobenen Locations aufzutreten.[25] Die Schülerinnen sollen sich explizit an der Golden Ära orientieren und von den stärker sexualisierten Stilen in Nachtclubs distanzieren, die, wie Sultan sagt, sich mit den Traditionen anderer Tanzstilen vermischen.[15]
3. Frauen einen sicheren Ort zu geben, in dem es keine von Männern dominierten Strukturen gibt, wo der Orientalischen Tanz erlernt werden kann.[20]

Ende Juni 2022 eröffnete Sultan im zentralen Kairoer Stadtviertel Zamalek das Taqsim-Institut, eine Tanzakademie, wo Orientalischer Tanz unter der Bewahrung der drei Primärziele von Tarab Initiative gelehrt werden soll. Das Taqsim-Institut wurde von mit der UNESCO verbundenen Conseil International de la Danse zertifiziert. Im Institut sollen Frauen sowohl zu professionellen Tänzerinnen ausgebildet werden, als auch dazu zertifiziert werden, um als Tanzlehrerinnen später eigene Tanzschulen zu gründen. Das Programm folgt ähnlichen Prinzipien wie das Balletttraining. Daneben ist das Institut wie Sultan sagt, ein "sozialer Club für Frauen; es soll "soziale Tabus brechen und sich auf Musik, Erkundung und therapeutische Rituale durch authentische ägyptische Melodien und Klänge zu konzentrieren und die Geschichte des Tanzes in Ägypten zu bewahren".
Das Institut wurde unter anderem in Anwesenheit des Milliardärs Naguib Sawiris, der bekannten Juwelierin Azza Fahmy und der berühmten brasilianischen Bauchtänzerin Lurdiana Tejas eröffnet.
Im Sommer 2023 wurde der erste Jahrgang verabschiedet; die Feier fand in Anwesenheit mehrerer Botschafter im Nationalmuseum der ägyptischen Zivilisation statt.

## Wissenswertes
Sultan machte erste Erfahrungen im Schauspielgeschäft in der Serie Naseeby We Esmetak. Sultan ist ebenso Philanthropin und Dozentin. Auf Instagram folgen Amie Sultan über 640.000 Menschen.
Sultan wendet sich gegen den Begriff Bauchtanz, da der Begriff eine fremdländische Bezeichnung ist (aus dem Französischen danse du ventre), und spricht lieber von „ägyptischen Tanz“.

## Musik-Veröffentlichungen
- 2021: Amie Sultan: The Golden Age of Egyptian Cinema Dance Tribute.[3][10]